# Isao Miyoshi
Isao Miyoshi (jap. 三好 功郎, Miyoshi Isao; * um 1970) ist ein japanischer Jazzgitarrist.
Isao Miyoshi spielte ab den späten 1980er-Jahren in der japanischen Jazzszene; erste Aufnahmen entstanden 1990 mit Hiroshi Itaya & Guilty Physic, einem Mitschnitt aus dem Tokioter Jazzclub Pit Inn (Shake You Up). In den folgenden Jahren arbeitete er u. a. mit Shin’ichi Katō, Kurumi Shimizu und mit Kōichi Matsukaze (Album Mangekyō (万華鏡, dt. „Kaleidoskop“)). Für das Label Paddle Wheel nahm er 1995 mit Benisuke Sakai und Shuichi Murakami sein Debütalbum Sankichi-ism auf, 1998 folgte das Album Your Smile, auf dem er in Quartettbesetzung mit Toots Thielemans, Daryl Hall und Akira Tana spielte. In dieser Zeit wirkte er auch bei Aufnahmen von Kazutoki Umezu und Masahiko Osaka (Black Box) mit; im Bereich des Jazz listet ihn Tom Lord zwischen 1990 und 1997 bei neun Aufnahmesessions. 2003 legte er das Album Suprise vor, zuletzt My Holiday.